# 吉田弓美子
吉田 弓美子（よしだ ゆみこ、1987年4月28日 - ）は神奈川県相模原市出身の日本の女子プロゴルファーである。所属はアマノ。

## 来歴
家族の影響で10歳からゴルフを始める。厚木北高等学校卒業。
アマチュア時代の主な成績として、「関東ジュニアゴルフ選手権」（女子12～14歳の部=2002年）（女子15～17歳の部=2003年）優勝がある。
また2004年から2006年までJGAナショナルチーム入り、2005年の「ネイバーズトロフィー 日本・台湾・韓国チーム選手権」団体優勝の一員となる。
2007年からTPD単年度登録者としてプロ転向。
2009年に日本女子プロゴルフ協会（LPGA）最終プロテストに進出しトップ合格を果たす。
2011年は年間獲得賞金ランキング（賞金ランク）42位で自身初のシード入り。
2012年8月「NEC軽井沢72ゴルフトーナメント」において、ジャン・ウンビとの6ホールに及ぶプレーオフを制してLPGAツアー初優勝。
2013年はLPGAのTPDミーティング委員長に就任。6月の「ニチレイレディス」でツアー2勝目をあげると、自身所属の「イーグルポイントゴルフクラブ」（当時）で開催された7月の「サマンサタバサ ガールズコレクション・レディーストーナメント」、9月の「ゴルフ5レディスプロゴルフトーナメント」と計3勝を挙げ、賞金ランク自己最高位となる5位となる。年末のLPGAアワードにおいて敢闘賞を受賞。
2015年5月の「中京テレビ・ブリヂストンレディスオープン」で2年ぶりのツアー5勝目。
2017年は4月の「フジサンケイレディスクラシック」では背中の痛みに苦しみながら、ツアー6勝目。10月の「スタンレーレディスゴルフトーナメント」ではキャディのミスによる1罰打を受けるも優勝しツアー7勝目、2013年以来の年間複数勝利をあげる。同年まで7年連続で賞金シード入りを果たす。
2018年よりアマノ所属となる。同年は賞金ランク65位でシード落ちとなったが、ファイナルクォリファイングトーナメントで11位となり翌シーズン前半戦の出場資格を得た。

## 契約先
- クラブ・ボール - ダンロップ
- ウェア - アダバット
- シューズ - プーマ